# Stefan Białobok
Stefan Białobok (ur. 11 maja 1909 w Czernichowie, zm. 17 sierpnia 1992 w Kórniku) – polski dendrolog, profesor, autor ponad 200 prac naukowych, od 1976 roku członek rzeczywisty Polskiej Akademii Nauk i członek honorowy Polskiego Towarzystwa Botanicznego.

## Życiorys
Jego ojciec – Jan Białobok, był nauczycielem ogrodnictwa w Czernichowie, a później pracował naukowo w Państwowym Instytucie Naukowym Gospodarstwa Wiejskiego (PINGW) w Puławach, gdzie przeniosła się cała rodzina. Stefan Białobok studia ukończył na Wydziale Ogrodniczym Szkoły Głównej Gospodarstwa Wiejskiego w Warszawie. Po studiach związał się z Puławami, gdzie zajął się hodowlą drzew owocowych. Jeździł na praktyki do Pragi, Berlina, Belgii, Holandii i Anglii. W 1938 roku został nauczycielem sadownictwa i szkółkarstwa w poznańskiej Państwowej Szkole Ogrodniczej. W czasie wojny pracował w ogrodach Lublina i w Końskich. W 1945 został kierownikiem Zakładu Badania Drzew i Lasu oraz Ogrodów Kórnickich wraz z Arboretum. Tytuł doktora uzyskał w 1947 na Wydziale Matematyczno-Przyrodniczym Uniwersytetu Poznańskiego. Profesorem nadzwyczajnym został w 1954 roku, a profesorem zwyczajnym w 1970 roku.
Rozwinął i przekształcił zakład badawczy w Kórniku w Instytut Dendrologii PAN. Pozostawał dyrektorem tej placówki od 1945 do 1980 roku. Był organizatorem i uczestnikiem licznych wypraw naukowych (m.in. w 1959 odwiedził Chiny, co opisał w Podróży dendrologicznej do Chin, podróżował do Japonii i USA). Zainicjował i przez wiele lat był redaktorem rocznika Arboretum Kórnickie. Był też redaktorem serii monografii popularnonaukowych Nasze Drzewa Leśne. W sumie był autorem lub współautorem ponad 200 prac naukowych, popularnonaukowych i podręczników.

## Odznaczenia
- Krzyż Oficerski Orderu Odrodzenia Polski (1964);
- Krzyż Komandorski Orderu Odrodzenia Polski (1972),
- Honorowa odznaka za zasługi dla woj. poznańskiego (1970),
- Medal Słowackiej Akademii Nauk za zasługi dla rozwoju nauk biologicznych (1973),
- Medal Mikołaja Kopernika (1975).